# Moose Jaw Warriors
Moose Jaw Warriors – juniorska drużyna hokejowa grająca w WHL w dywizji wschodniej, konferencji wschodniej. Drużyna ma swoją siedzibę w Moose Jaw w Kanadzie.

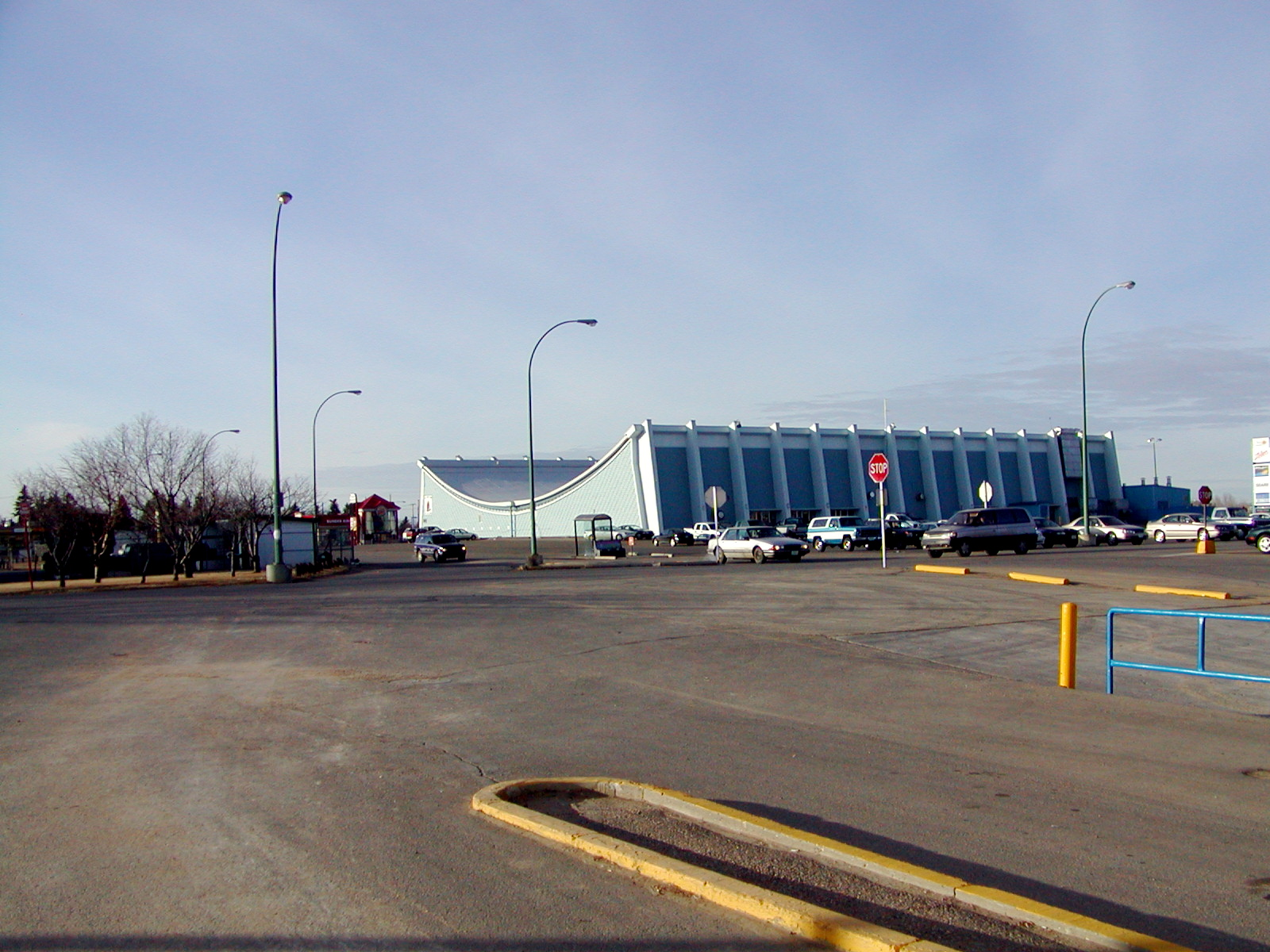
Lodowisko Moose Jaw Civic Centre

- Rok założenia: 1984–1985
- Barwy: czerwono-srebrno-czarne
- Trener: Steve Young
- Manager: Chad Lang
- Hala: Moose Jaw Civic Centre